# Villanière
Villanière  est une commune française située dans le nord du département de l'Aude, en région Occitanie.
Sur le plan historique et culturel, la commune fait partie de la Montagne Noire, un massif montagneux constituant le rebord méridional du Massif central. Exposée à un climat méditerranéen, elle est drainée par le ruisseau du Grésillou et par divers autres petits cours d'eau. La commune possède un patrimoine naturel remarquable composé de trois zones naturelles d'intérêt écologique, faunistique et floristique.
Villanière est une commune rurale qui compte 147 habitants en 2022, après avoir connu un pic de population de 404 habitants en 1946. Elle fait partie de l'aire d'attraction de Carcassonne. Ses habitants sont appelés les Villaniérais ou  Villaniéraises.

## Géographie
La commune de Villanière est traversée par le méridien de Paris, la Méridienne verte.

### Communes limitrophes
Les communes limitrophes sont  Caudebronde, Lastours, Les Ilhes, Miraval-Cabardès, Salsigne et Villardonnel.
| Caudebronde  | Miraval-Cabardès | Les Ilhes |
| Villardonnel | Villanière       |           |
|              | Salsigne         | Lastours  |

### Hydrographie
La commune est dans la région hydrographique « Côtiers méditerranéens », au sein du bassin hydrographique Rhône-Méditerranée-Corse. Elle est drainée par le ruisseau du Grésillou, le ruisseau de Combe Majou, le ruisseau de la Farenque, le ruisseau de Malabau et le ruisseau de Villanière, qui constituent un réseau hydrographique de 9 km de longueur totale,.

### Climat
Pour des articles plus généraux, voir Climat de l'Occitanie et Climat de l'Aude.
En 2010, le climat de la commune est de type climat méditerranéen altéré, selon une étude s'appuyant sur une série de données couvrant la période 1971-2000. En 2020, Météo-France publie une typologie des climats de la France métropolitaine dans laquelle la commune est exposée à un climat océanique altéré et est dans une zone de transition entre les régions climatiques « Aquitaine, Gascogne » et « Provence, Languedoc-Roussillon ».
Pour la période 1971-2000, la température annuelle moyenne est de 13 °C, avec une amplitude thermique annuelle de 15,4 °C. Le cumul annuel moyen de précipitations est de 985 mm, avec 9,9 jours de précipitations en janvier et 5,2 jours en juillet. Pour la période 1991-2020, la température moyenne annuelle observée sur la station météorologique la plus proche, située sur la commune des Martys à 9 km à vol d'oiseau, est de 10,2 °C et le cumul annuel moyen de précipitations est de 1 365,7 mm,. Pour l'avenir, les paramètres climatiques de la commune estimés pour 2050 selon différents scénarios d’émission de gaz à effet de serre sont consultables sur un site dédié publié par Météo-France en novembre 2022.

### Milieux naturels et biodiversité
L’inventaire des zones naturelles d'intérêt écologique, faunistique et floristique (ZNIEFF) a pour objectif de réaliser une couverture des zones les plus intéressantes sur le plan écologique, essentiellement dans la perspective d’améliorer la connaissance du patrimoine naturel national et de fournir aux différents décideurs un outil d’aide à la prise en compte de l’environnement dans l’aménagement du territoire.
Deux ZNIEFF de type 1 sont recensées sur la commune :
les « gorges de l'Orbiel aux Ilhes » (491 ha), couvrant 4 communes du département, et 
la « vallée du Rieu Sec » (1 468 ha), couvrant 4 communes du département
et une ZNIEFF de type 2, : 
les « crêtes et pièmonts de la Montagne Noire » (27 188 ha), couvrant 26 communes dont 24 dans l'Aude et 2 dans l'Hérault.

Carte des ZNIEFF de type 1 et 2 à Villanière.
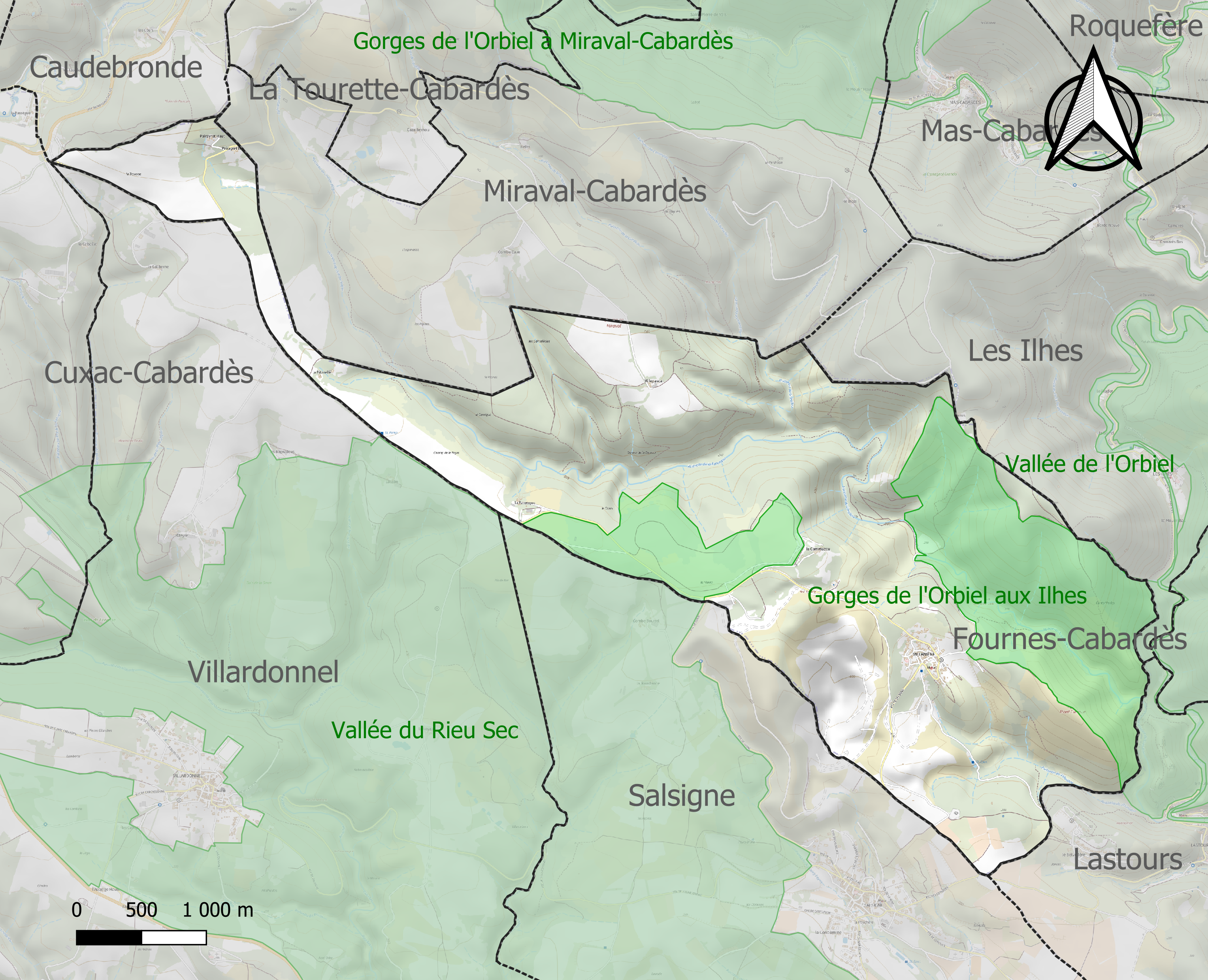
Carte des ZNIEFF de type 1 sur la commune.
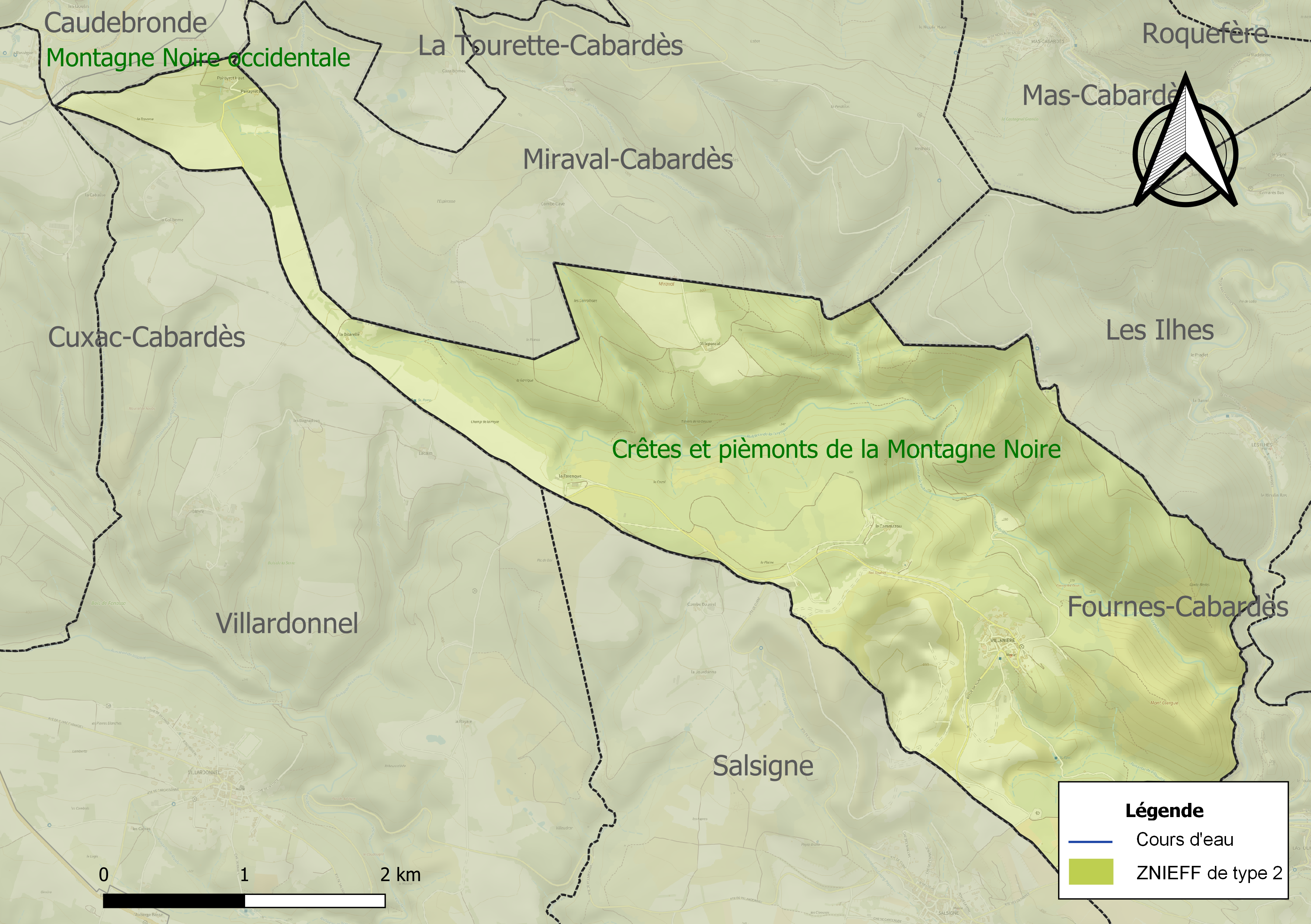
Carte de la ZNIEFF de type 2 sur la commune.

## Urbanisme

### Typologie
Au 1er janvier 2024, Villanière est catégorisée commune rurale à habitat dispersé, selon la nouvelle grille communale de densité à 7 niveaux définie par l'Insee en 2022.
Elle est située hors unité urbaine. Par ailleurs la commune fait partie de l'aire d'attraction de Carcassonne, dont elle est une commune de la couronne,. Cette aire, qui regroupe 115 communes, est catégorisée dans les aires de 50 000 à moins de 200 000 habitants,.

### Occupation des sols
L'occupation des sols de la commune, telle qu'elle ressort de la base de données européenne d’occupation biophysique des sols Corine Land Cover (CLC), est marquée par l'importance des forêts et milieux semi-naturels (71,6 % en 2018), en augmentation par rapport à 1990 (66,9 %). La répartition détaillée en 2018 est la suivante : 
forêts (45,4 %), milieux à végétation arbustive et/ou herbacée (26,2 %), prairies (13,6 %), mines, décharges et chantiers (10,8 %), zones agricoles hétérogènes (1,6 %), terres arables (1,3 %), cultures permanentes (1,2 %). L'évolution de l’occupation des sols de la commune et de ses infrastructures peut être observée sur les différentes représentations cartographiques du territoire : la carte de Cassini (XVIIIe siècle), la carte d'état-major (1820-1866) et les cartes ou photos aériennes de l'IGN pour la période actuelle (1950 à aujourd'hui).

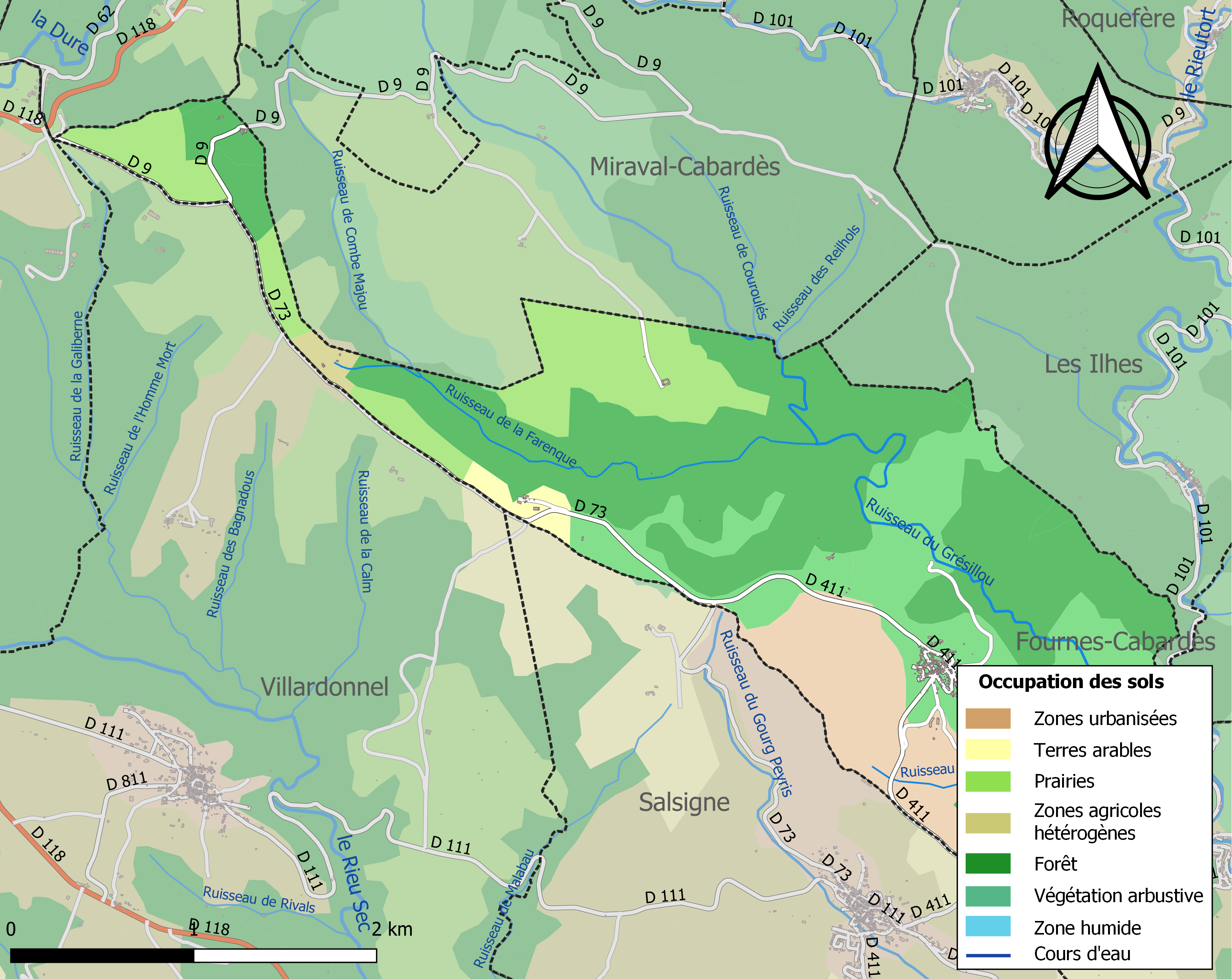
Carte des infrastructures et de l'occupation des sols de la commune en 2018 (CLC).

### Risques majeurs
Le territoire de la commune de Villanière est vulnérable à différents aléas naturels : météorologiques (tempête, orage, neige, grand froid, canicule ou sécheresse), inondations, feux de forêts et séisme (sismicité très faible). Il est également exposé à un risque particulier : le risque de radon. Un site publié par le BRGM permet d'évaluer simplement et rapidement les risques d'un bien localisé soit par son adresse soit par le numéro de sa parcelle.

#### Risques naturels
Certaines parties du territoire communal sont susceptibles d’être affectées par le risque d’inondation par débordement de cours d'eau, notamment le ruisseau de Glandes. La commune a été reconnue en état de catastrophe naturelle au titre des dommages causés par les inondations et coulées de boue survenues en 1982, 1992, 1999, 2009 et 2018,.

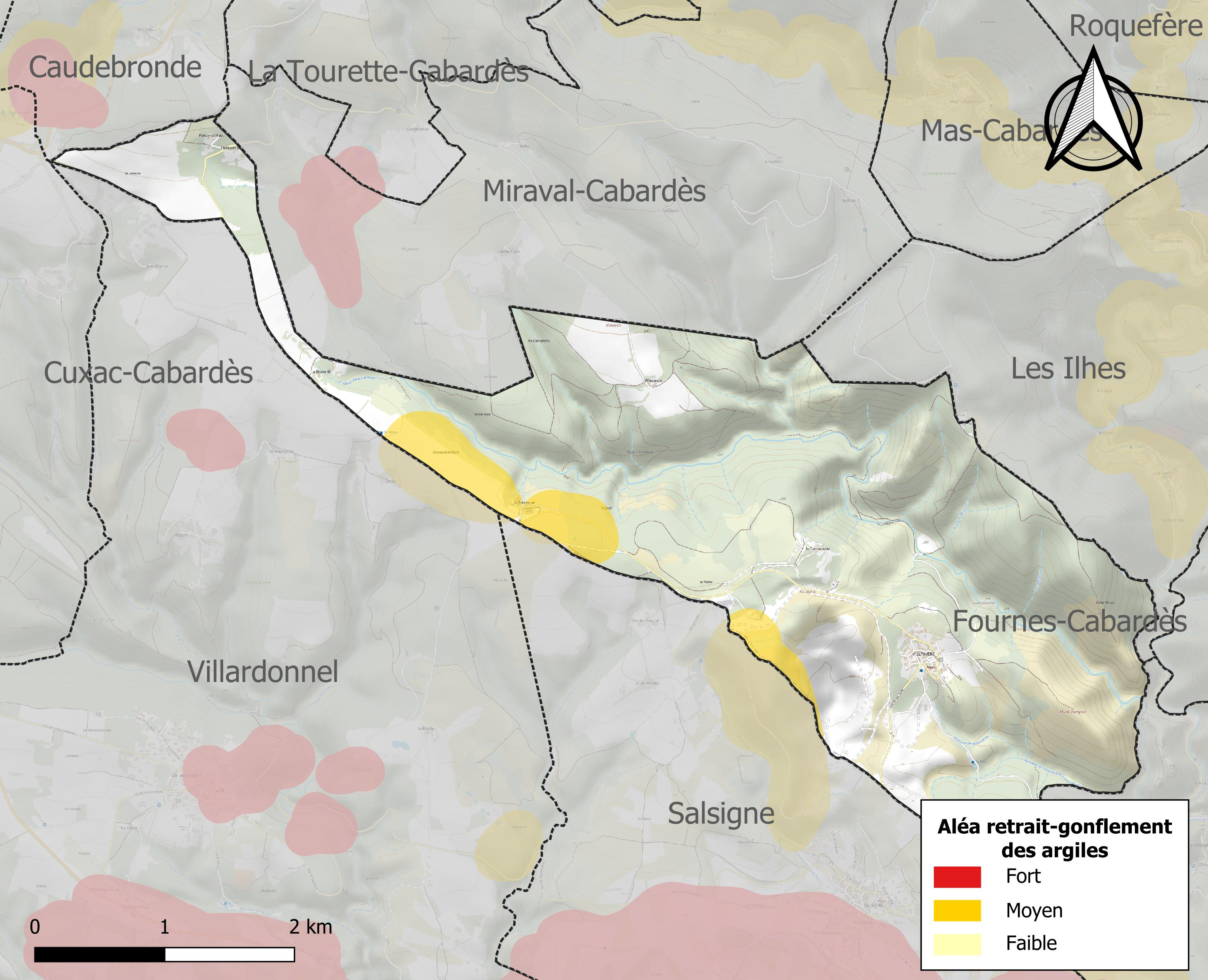
Carte des zones d'aléa retrait-gonflement des sols argileux de Villanière.

Le retrait-gonflement des sols argileux est susceptible d'engendrer des dommages importants aux bâtiments en cas d’alternance de périodes de sécheresse et de pluie. 6,3 % de la superficie communale est en aléa moyen ou fort (75,2 % au niveau départemental et 48,5 % au niveau national). Sur les 98 bâtiments dénombrés sur la commune en 2019, 4 sont en aléa moyen ou fort, soit 4 %, à comparer aux 94 % au niveau départemental et 54 % au niveau national. Une cartographie de l'exposition du territoire national au retrait gonflement des sols argileux est disponible sur le site du BRGM,.

#### Risque particulier
Dans plusieurs parties du territoire national, le radon, accumulé dans certains logements ou autres locaux, peut constituer une source significative d’exposition de la population aux rayonnements ionisants. Certaines communes du département sont concernées par le risque radon à un niveau plus ou moins élevé. Selon la classification de 2018, la commune de Villanière est classée en zone 2, à savoir zone à potentiel radon faible mais sur lesquelles des facteurs géologiques particuliers peuvent faciliter le transfert du radon vers les bâtiments.

## Politique et administration

### Liste des maires
| Période                                  | Période  | Identité         | Étiquette | Qualité |
| ---------------------------------------- | -------- | ---------------- | --------- | ------- |
| avant 1988                               | ?        | Fernand Jaumot   | PS        |         |
| mars 2001                                | 2014     | Josette Montech  | PS        |         |
| mars 2014                                | 2020     | Mireille Garcia  | PS        |         |
| mars 2020                                | en cours | Guy Auguste Caly |           |         |
| Les données manquantes sont à compléter. |          |                  |           |         |

## Démographie
L'évolution du nombre d'habitants est connue à travers les recensements de la population effectués dans la commune depuis 1793. Pour les communes de moins de 10 000 habitants, une enquête de recensement portant sur toute la population est réalisée tous les cinq ans, les populations de référence des années intermédiaires étant quant à elles estimées par interpolation ou extrapolation. Pour la commune, le premier recensement exhaustif entrant dans le cadre du nouveau dispositif a été réalisé en 2006.

En 2022, la commune comptait 147 habitants, en évolution de +7,3 % par rapport à 2016 (Aude : +2,65 %, France hors Mayotte : +2,11 %).
| 1793 | 1800 | 1806 | 1821 | 1831 | 1836 | 1841 | 1846 | 1851 |
| ---- | ---- | ---- | ---- | ---- | ---- | ---- | ---- | ---- |
| 313  | 280  | 273  | 294  | 277  | 300  | 316  | 321  | 306  |

| 1856 | 1861 | 1866 | 1872 | 1876 | 1881 | 1886 | 1891 | 1896 |
| ---- | ---- | ---- | ---- | ---- | ---- | ---- | ---- | ---- |
| 268  | 268  | 248  | 257  | 258  | 254  | 246  | 229  | 216  |

| 1901 | 1906 | 1911 | 1921 | 1926 | 1931 | 1936 | 1946 | 1954 |
| ---- | ---- | ---- | ---- | ---- | ---- | ---- | ---- | ---- |
| 270  | 279  | 313  | 258  | 283  | 298  | 357  | 404  | 382  |

| 1962 | 1968 | 1975 | 1982 | 1990 | 1999 | 2006 | 2011 | 2016 |
| ---- | ---- | ---- | ---- | ---- | ---- | ---- | ---- | ---- |
| 242  | 200  | 140  | 145  | 133  | 100  | 119  | 154  | 137  |

| 2021 | 2022 | - | - | - | - | - | - | - |
| ---- | ---- | - | - | - | - | - | - | - |
| 142  | 147  | - | - | - | - | - | - | - |

## Économie

### Emploi
| Division       | 2008   | 2013   | 2018   |
| -------------- | ------ | ------ | ------ |
| Commune        | 12,2 % | 15,3 % | 12,1 % |
| Département    | 10,2 % | 12,8 % | 12,6 % |
| France entière | 8,3 %  | 10 %   | 10 %   |

En 2018, la population âgée de 15 à 64 ans s'élève à 83 personnes, parmi lesquelles on compte 66,3 % d'actifs (54,2 % ayant un emploi et 12,1 % de chômeurs) et 33,7 % d'inactifs,. En  2018, le taux de chômage communal (au sens du recensement) des 15-64 ans est inférieur à celui du département, mais supérieur à celui de la France, alors qu'en 2008 il était supérieur à celui du département.
La commune fait partie de la couronne de l'aire d'attraction de Carcassonne, du fait qu'au moins 15 % des actifs travaillent dans le pôle,. Elle compte 7 emplois en 2018, contre 8 en 2013 et 8 en 2008. Le nombre d'actifs ayant un emploi résidant dans la commune est de 46, soit un indicateur de concentration d'emploi de 15,3 % et un taux d'activité parmi les 15 ans ou plus de 48,7 %.
Sur ces 46 actifs de 15 ans ou plus ayant un emploi, 4 travaillent dans la commune, soit 9 % des habitants. Pour se rendre au travail, 87 % des habitants utilisent un véhicule personnel ou de fonction à quatre roues, 2,2 % les transports en commun, 6,5 % s'y rendent en deux-roues, à vélo ou à pied et 4,3 % n'ont pas besoin de transport (travail au domicile).

### Activités
11 établissements sont implantés  à Villanière au 31 décembre 2019.
Le secteur de l'industrie manufacturière, des industries extractives et autres est prépondérant sur la commune puisqu'il représente 54,5 % du nombre total d'établissements de la commune (6 sur les 11 entreprises implantées  à Villanière), contre 8,8 % au niveau départemental.
Aucune exploitation agricole ayant son siège dans la commune n'est recensée lors du recensement agricole de 2020 (12 en 1988),.

## Culture locale et patrimoine

### Lieux et monuments

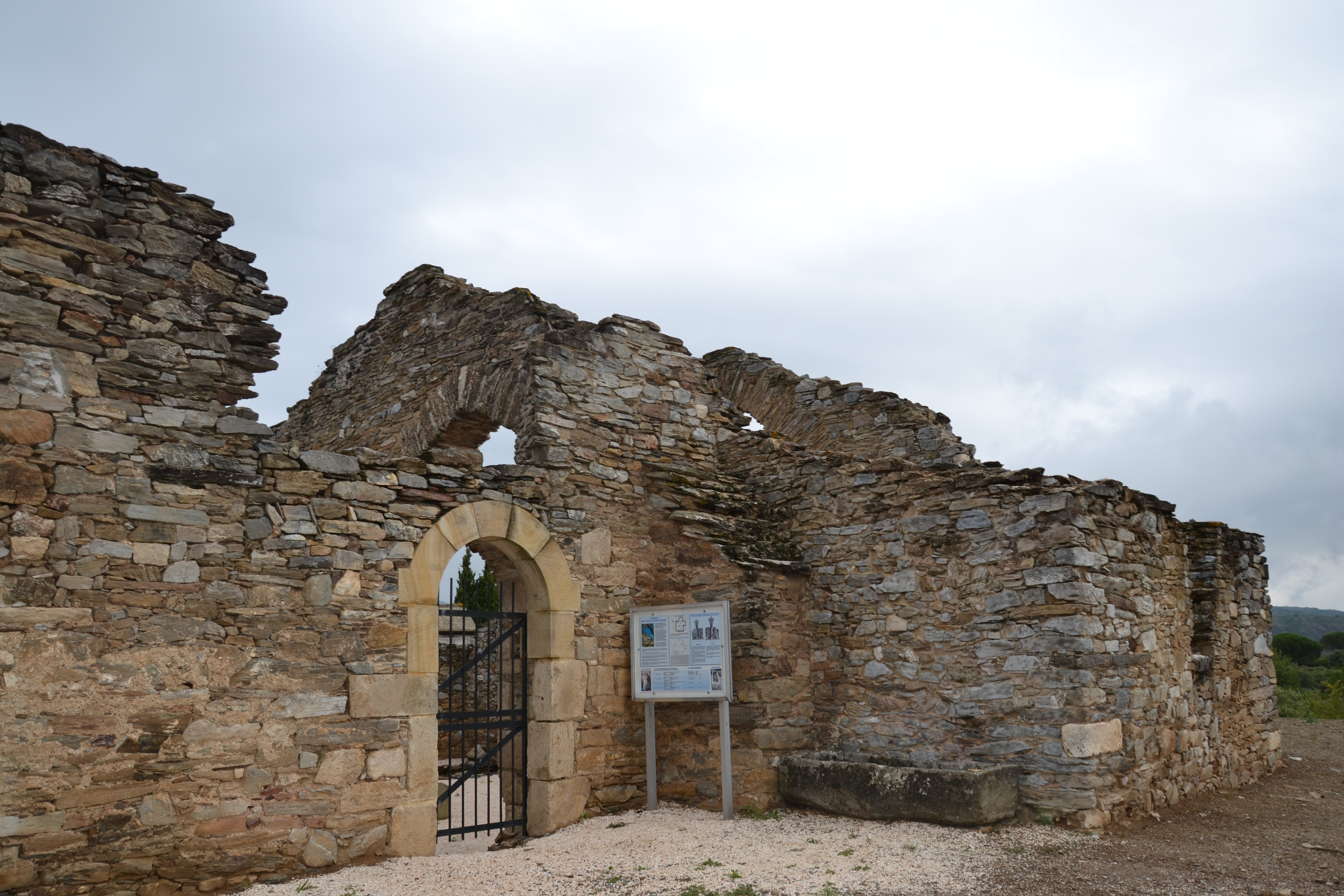
Saint-Julien-et-Sainte-Basilisse.

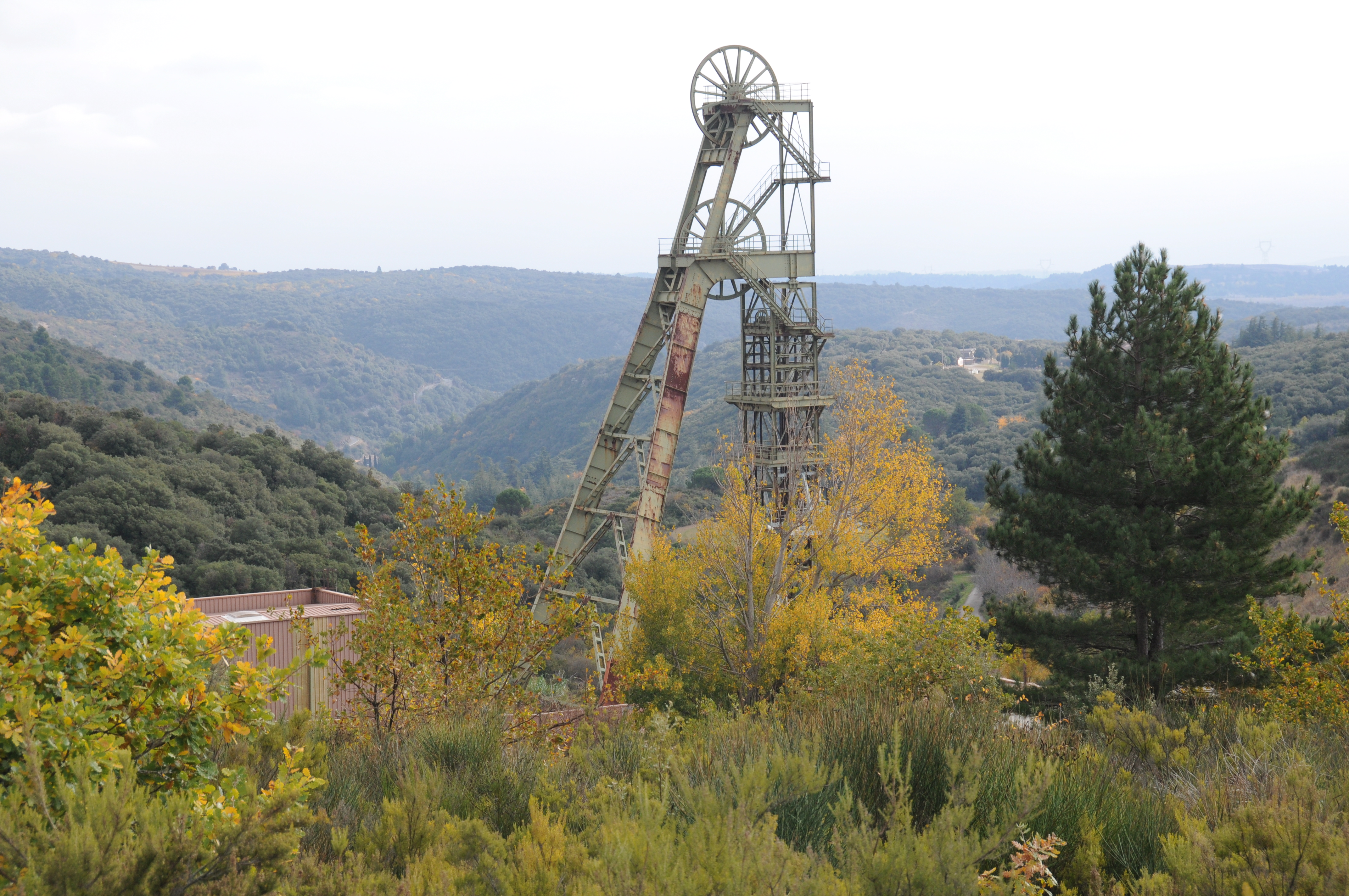
Chevalement du puits Castan.

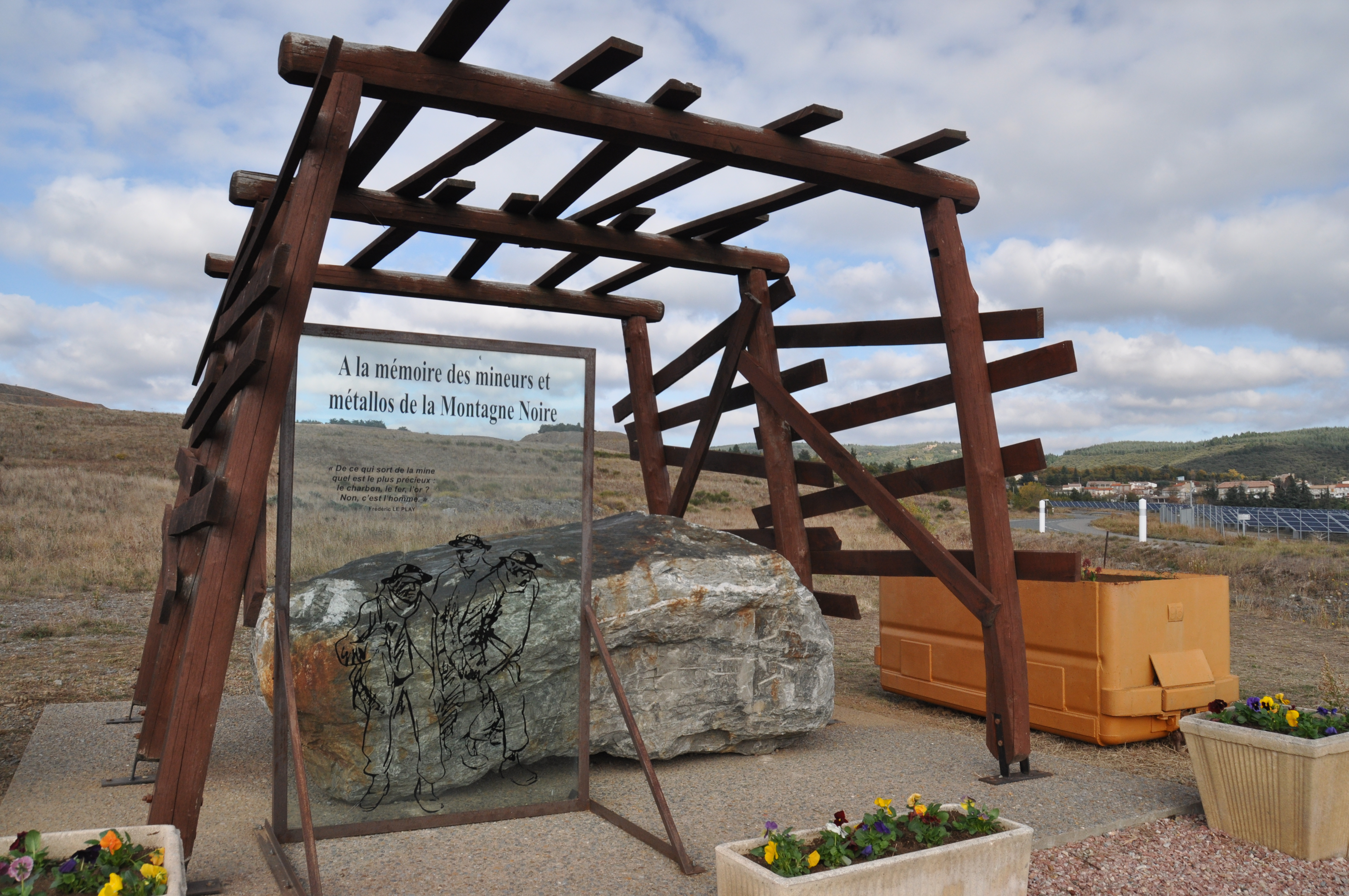
Monument aux mineurs.

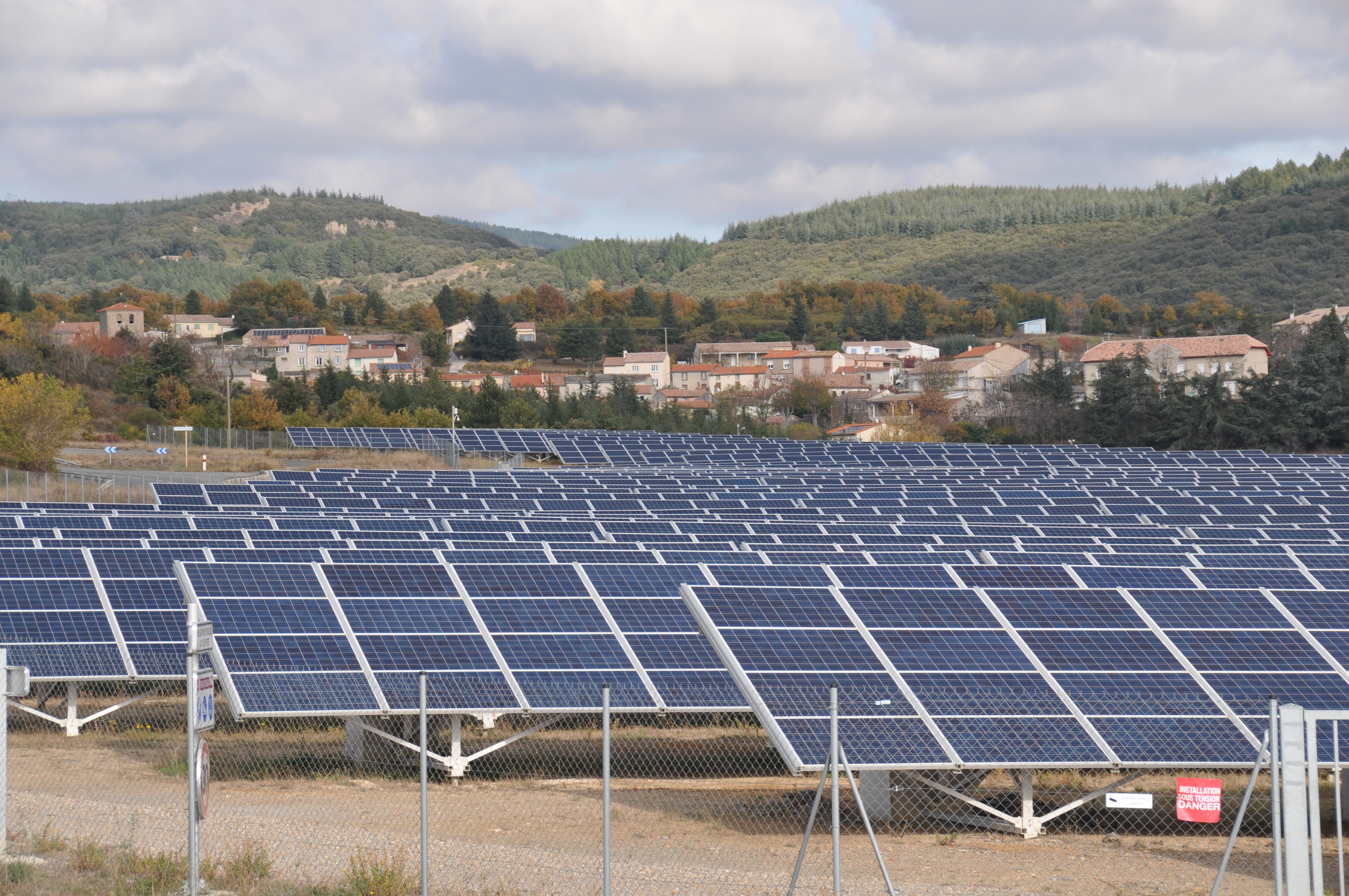
Centrale photovoltaïque.

- Chapelle Saint-Julien-et-Sainte-Basilisse.

Cette chapelle est vraisemblablement un des premiers édifices religieux construits dans le Cabardès. Elle est dédiée aux saints Julien et Basilisse, martyrs d’Orient du IIIe siècle, qui occupent une place importante dans la liturgie wisigothique dès le VIe siècle. Elle a joué un rôle important jusqu’au XIIIe siècle puisqu’elle était alors l’église paroissiale des trois villages de Villanière, Salsigne et Lastours. Elle a été récemment consolidée dans son état de ruine.
- Puits Castan de la mine de Salsigne.

Ce puits situé à l'entrée de Villanière a été mis en activité à partir de 1983 en remplacement du puits Bru de Salsigne. D'un diamètre de 4 m et d'une profondeur de 366 m, il a permis d'augmenter la capacité d'extraction du minerai. Il a été utilisé jusqu'en 2002, puis fermé. Le chevalement du puits a été conservé en témoignage de l'activité passée.
- Église Saint-Martin de Villanière.
- Monument aux mineurs de la Montagne Noire

Ce monument a été édifié en 2009 à la mémoire des mineurs et métallos de la mine qui ont perdu la vie. Il est composé d'une arche en bois symbolisant l'étayage des galeries, d'un rocher contenant du minerai d'or et d'une stèle en verre.
- Centrale photovoltaïque de Puits Castan

Elle a été construite sur une zone de remblais miniers. D'une surface de près de 10 ha, elle est constituée de 21 760 panneaux en silicium poly-cristallin et peut produire 6 millions de kWh/an, soit la consommation de plus de 2 400 habitants.

### Personnalités liées à la commune
- Marcel Rochaix (1911-1955), aviateur et résistant. Né à Villanière.

### Héraldique
| Blason de Villanière | Blason  | De sable à un pal ondé d'or.                     |
| Blason de Villanière | Détails | Le statut officiel du blason reste à déterminer. |